# 萨隆河畔当皮埃尔
萨隆河畔当皮埃尔（法語：Dampierre-sur-Salon，法語發音：[dɑ̃pjɛʁ syʁ salɔ̃]）是法国上索恩省的一个市镇，属于沃苏勒区。

## 地理
萨隆河畔当皮埃尔（47°33'25"N, 5°40'48"E）面积18.8 平方千米，位于法国勃艮第-弗朗什-孔泰大區上索恩省，该省份为法国东部内陆省份，北起顺时针与孚日省、贝尔福地区省、杜省、汝拉省、科多尔省和上马恩省接壤。
与萨隆河畔当皮埃尔接壤的市镇（或旧市镇、城区）包括：欧泰、德兰、德内夫尔、罗什和罗库尔、韦特。

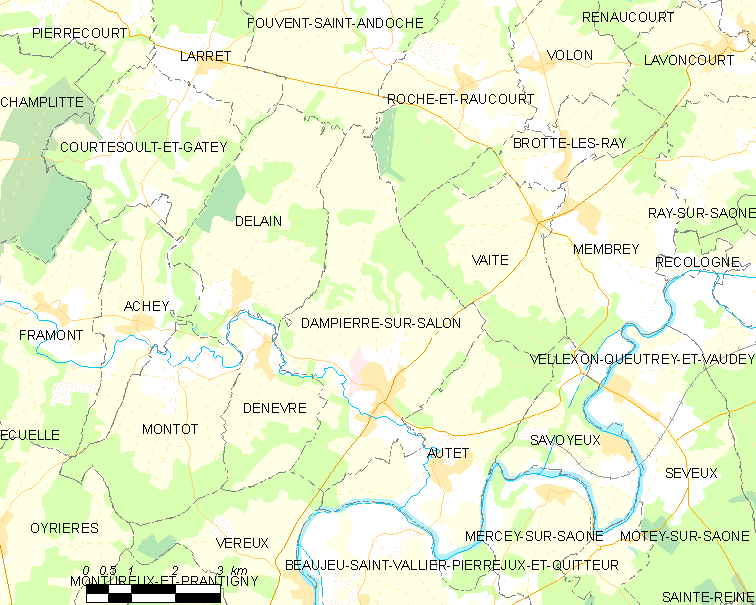
萨隆河畔当皮埃尔的OSM定位图

萨隆河畔当皮埃尔的时区为UTC+01:00、UTC+02:00（夏令时）。

## 行政
萨隆河畔当皮埃尔的邮政编码为70180，INSEE市镇编码为70198。

## 政治
萨隆河畔当皮埃尔所属的省级选区为萨隆河畔当皮埃尔县。

## 人口

1962-2008年间萨隆河畔当皮埃尔人口变化图示

萨隆河畔当皮埃尔于2022年1月1日时的人口数量为1248人。